# 1861 en chimie
Cet article présente les faits marquants de l'année 1861 en chimie.

## Évènements
- 23 février : les chimistes allemands Robert Wilhelm Bunsen et Gustav Kirchhoff annonce leur découverte du rubidium, détecté dans la lépidolite par spectroscopie[1],[2].
- 30 mars : le chimiste britannique William Crookes découvre le thallium au moyen de la spectroscopie[3]. C. A. Lamy le découvre un an plus tard indépendamment[4].
- 15 avril : Ernest Solvay dépose le premier brevet du procédé Solvay de synthèse industrielle du carbonate de sodium[5].
- 26 juillet : Louis Pasteur expose dans le Bulletin de la Société chimique de Paris l'ensemble de ses résultats sur la question du vinaigre (Sur la fermentation acétique)[6].
- Le chimiste allemand Emil Erlenmeyer invente une fiole en verre d'une forme adaptée aux travaux de laboratoire, l'Erlenmeyer[7].
- La notion de liaison multiple proposée entre 1861 et 1863 par Josef Loschmidt[8], permet d’expliquer les structures de l'éthylène (CH2=CH2) et de l'acétylène () puis le mécanisme de l’hydrogénation[9].

## Publications
- Michael Faraday : The Chemical History of a Candle (en) (« L'Histoire chimique d'une chandelle »).

## Naissances
- 18 janvier[10] : Hans Goldschmidt (mort en 1923), chimiste allemand.
- 10 juin[11] : Pierre Duhem (mort en 1916), physicien, chimiste, historien et philosophe des sciences français.
- 20 juin[12] : Frederick Hopkins (mort en 1947), biochimiste britannique, prix Nobel de physiologie ou médecine en 1929[13].

## Décès
- 19 janvier[14] : Albert Niemann (né en 1834), chimiste et pharmacien allemand.
- 19 novembre : James Cumming (né en 1777), chimiste britannique.